# Robert Aitken (Musiker)
Robert Aitken (* 28. August 1939 in Kentville/Nova Scotia) ist ein kanadischer Komponist, Flötist, Musikpädagoge und Dirigent.

## Wirken
Aitken studierte von 1955 bis 1959 Flöte bei Nicholas Fiore am Royal Conservatory of Music of Toronto. Daneben war er 1958 und 1959 Erster Flötist des Vancouver Symphony Orchestra und Kompositionsstudent von Barbara Pentland an der University of British Columbia. Nach 1959 studierte er elektronische Musik bei Myron Schaeffer und Komposition bei John Weinzweig an der University of Toronto. Während eines Europaaufenthaltes in den Jahren 1964 und 1965 war er schließlich Schüler von Jean-Pierre Rampal, Severino Gazzelloni, André Jaunet und Hubert Barwahser. Er selbst bezeichnet Marcel Moyse, bei dem er mit Unterbrechungen neun Jahre Unterricht hatte, als seinen wichtigsten Flötenlehrer.
Von 1960 bis 1964 war Aitken zweiter Flötist des CBC Symphony Orchestra, außerdem von 1962 bis 1964 erster Flötist des Stratford Festival Orchestra. 1964 gründete er mit seiner Frau, der Pianistin Marion Ross, und der Sängerin Mary Morrison das Lyric Arts Trio. In den Folgejahren trat er mit dem Trio, als Solist sowie im Duo mit der Cembalistin Greta Kraus auf.
1971 gewann er den dritten Preis beim Concours international de flûte de Paris, im Folgejahr den ersten Preis beim Concours international de flûte pour la musique contemporaine in Royan. Neben seiner internationalen Konzerttätigkeit gründete er 1971 mit Norma Beecroft die New Music Concerts in Toronto, die er seither leitet.
Schwerpunkt von Aitkens Repertoire ist die Musik des 20. Jahrhunderts. 1977 nahm er sämtliche Flötenwerke von Kazuo Fukushima auf. Die fünfteilige Kammermusik-Konzertserie Flute Through The Ages für die CBC war in einer Woche ausverkauft und erhielt 1982 den Canadian Association of Broadcasters Award als bestes klassisches Rundfunkprogramm.
Aitkens spielte die Uraufführungen von Flötenwerken zahlreicher kanadische Komponisten wie Louis Applebaum, Michael Conway Baker, Milton Barnes, Norma Beecroft, Walter Buczynski, John Burke, Ron Collier, Robert Fleming, Harry Freedman, John Hawkins, Otto Joachim, Walter Kemp, Tālivaldis Ķeniņš, Oskar Morawetz, François Morel, Jean Papineau-Couture, R. Murray Schafer, Norman Symonds, Gerhard Wuensch, John Wyre und León Zuckert. Auch internationale Musiker wie Larry Austin, John Beckwith, Warren Benson, Attila Bozay, John Cage, George Crumb, Elliott Carter, Lukas Foss, Hafliði Hallgrímsson, Hikaru Hayashi, Jo Kondo, Nikos Mamangakis, Bruce Mather, Páll Ragnar Pálsson, Þorkell Sigurbjörnsson, Atli Sveinsson, Tōru Takemitsu und Gilles Tremblay widmeten ihm Werke.
Zwischen 1957 und 1968 unterrichtete Aitkens am Royal Conservatory of Music in Toronto. Von 1988 bis 2002 war er Professor an der Staatlichen Hochschule für Musik in Freiburg. Außerdem gab er Sommerkurse und Meisterklassen in Kanada, Kuba, Frankreich, Deutschland, Ungarn, Island, Mexiko, Norwegen, Polen, Schweden, Neuseeland und den USA. Zu seinen Schülern zählten Kathryn Cernauskas, Bill McBirnie, Ron Korb, Jan Junker, Suzanne Shulman, Douglas Stewart sowie seine Tochter Dianne Aitken.

## Werke
- Suite für Violine und Klavier, 1960
- Rhapsody für Orchester, 1961
- Quartet für Flöte, Oboe, Viola und Kontrabass, 1961
- Music for Flute and Electronic Tape, 1963
- Noesis für Tonband, 1963
- Music for Hamlet für Tonband, 1964
- Concerto for Twelve Solo Instruments and Orchestra, 1965
- Spectra for Four Chamber Groups, 1968
- Shadows I: Nekuia für Orchester, 1971
- Kebyar für Flöte, Klarinette, Posaune und Kontrabass, 1971
- Shadows II: Lalitá für Flöte, drei Celli, zwei Schlagzeuge, zwei Harfen, 1973
- Shadows III: Nira für Violine, Flöte, Oboe, Viola, Klavier, Cembalo, 1974–76
- Spiral für Orchester, 1975
- Icicle für Flöte solo, 1977
- Plainsong für Flöte solo, 1977
- Folia für Flöte, Oboe, Klarinette, Horn, Fagott, 1981
- Berceuse (For those who sleep before us) für Flöte und Orchester, 1992
- Shadows IV: My Song für zwei Flöten und Ensemble, 1994
- Concerto for Flute and String Orchestra (Shadows V), 1999
- Wedding Song für zwei Flöten, 1999